# Riyanti Djalante
Riyanti Djalante (* um 1977 in Kendari) ist eine indonesische Klimawissenschaftlerin. Sie befasst sich mit Resilienz und globalem Wandel.

## Leben
Djalante schloss 2000 ihr Bachelorstudium des Bauwesens an der University of New South Wales ab. Im Jahr 2006 schloss sie ihr Masterstudium des Projektmanagements an der University of Queensland ab und promovierte 2014 an der Macquarie University in Humangeografie. Sie arbeitet an der Universität der Vereinten Nationen, zunächst am Standort Bonn, heute in Tokio.

## Wirken
Djalante weist in der Debatte um die Klimakrise darauf hin, dass die Auswirkungen von Klimakatastrophen auf lokale Gesellschaften zunehmen; ihre Forschung zielt daher auf das Verständnis der Anfälligkeit dieser Gesellschaften ab und darauf, wie Staaten und Gemeinschaften widerstandsfähiger gemacht werden können. Konkrete Forschungsschwerpunkte liegen bei ihr in Fragen der nachhaltigen Entwicklung, der Umweltgovernance, der Verringerung des Katastrophenrisikos und der Anpassung an den Klimawandel.
Djalante war wiederholt an international herausragenden Berichten beteiligt. So war sie eine der Verfasserinnen des Sechsten Global Environment Outlook der Vereinten Nationen. Sie war zudem eine der Verfasserinnen des 2018 erschienenen Sonderberichts 1,5 °C globale Erwärmung des Intergovernmental Panel on Climate Change (IPCC). Derzeit arbeitet sie am Sechsten Sachstandsbericht des IPCC, dessen Veröffentlichung für 2021 vorgesehen ist.

## Veröffentlichungen (Auswahl)
- Riyanti Djalante, Cameron Holley, Frank Thomalla (2011). Adaptive governance and managing resilience to natural hazards. International Journal of Disaster Risk Science, 2(4), 1–14. doi:10.1007/s13753-011-0015-6
- Riyanti Djalante, Cameron Holley, Frank Thomalla, Michelle Carnegie (2013). Pathways for adaptive and integrated disaster resilience. Natural Hazards, 69(3), 2105–2135. doi:10.1007/s11069-013-0797-5
- Nobuhle Ndhlovu, Osamu Saito, Riyanti Djalante, Nobuyuki Yagi (2017). Assessing the Sensitivity of Small-Scale Fishery Groups to Climate Change in Lake Kariba, Zimbabwe. Sustainability, 9(12), 2209. doi:10.3390/su9122209